# فاتنة الصحراء (فلم)

فاتنة الصحراء  فيلم سوري أنتج في السبعينيات من القرن الماضي .
أفلام سورية إنتاج سنة 1974